# Richard Diamond
Pour les articles homonymes, voir Diamond.
Richard Diamond (Richard Diamond, Private Detective) est une série télévisée américaine en 77 épisodes de 26 minutes, dont 51 en noir et blanc, créée d'après le feuilleton radiophonique éponyme de Blake Edwards et diffusée entre le 1er juillet 1957 et le 21 juin 1959 sur le réseau CBS et entre le 5 octobre 1959 et le 6 septembre 1960 sur le réseau NBC.
En France, la série a été diffusée en 1997 sur Disney Channel.

## Synopsis
Cette série met en scène les enquêtes de Richard Diamond, un ancien policier devenu détective privé, à New York puis à Los Angeles et de son assistante, Sam, dont on ne voit que les jambes...

## Distribution
- David Janssen : Richard Diamond
- Regis Toomey : Lieutenant Dennis « Mac » McGough
- Russ Conway : Lieutenant Pete Kile
- Barbara Bain : Karen Wells
- Mary Tyler Moore puis Roxanne Brooks : Sam

## Épisodes

### Première saison (1957)
1. Le cas Mickey Farmer (The Mickey Farmer Case)
2. Garde (Custody)
3. Titre français inconnu (Escape from Oak Lane)
4. L'habitude de l'homicide (The Homicide Habit)
5. Image de la peur (Picture of Fear)
6. Délit de fuite (Hit and Run)
7. Titre français inconnu (The Big Score)
8. Le joueur d'échecs (The Chess Player)
9. Les transporteurs de la flamme (The Torch Carriers)
10. Titre français inconnu (The Pete Rocco Case)
11. Venus de Park Avenue (Venus of Park Avenue)
12. Titre français inconnu (The Merry-Go-Round Case)

### Deuxième saison (1958)
1. Titre français inconnu (The Space Society)
2. Titre français inconnu (The Dark Horse)
3. Titre français inconnu (The Payoff)
4. Titre français inconnu (Double Jeopardy)
5. Titre français inconnu (Arson)
6. Titre français inconnu (The Ed Church Case)
7. Titre français inconnu (Chinese Honeymoon)
8. Titre français inconnu (Rodeo)
9. Titre français inconnu (A Cup of Black Coffee)
10. Titre français inconnu (The George Dale Case)
11. Titre français inconnu (Juvenile Jacket)
12. Titre français inconnu (Pension Plan)
13. Titre français inconnu (Short Haul)
14. Titre français inconnu (Another Man's Poison)
15. Titre français inconnu (The Purple Penguin)
16. Titre français inconnu (Lost Testament)
17. Titre français inconnu (The Percentage Takers)
18. Titre français inconnu (Widow's Walk)
19. Titre français inconnu (The Bungalow Murder)
20. Titre français inconnu (One Foot in the Grave)
21. Titre français inconnu (Snow Queen)

### Troisième saison (1959)
1. Titre français inconnu (The Sport)
2. Titre français inconnu (Pack Rat)
3. Titre français inconnu (Soft Touch)
4. Titre français inconnu (Body of the Crime)
5. Titre français inconnu (Boomerang Bait)
6. Titre français inconnu (Matador Murder)
7. Titre français inconnu (Murder at the Mansion)
8. Titre français inconnu (Marineland Mystery)
9. Titre français inconnu (Charity Affair)
10. Titre français inconnu (Two for Paradise)
11. Titre français inconnu (Crown of Silla)
12. Titre français inconnu (Jukebox)
13. Titre français inconnu (Echo of Laughter)
14. Titre français inconnu (The Limping Man)
15. Titre français inconnu (The Hide-Out)
16. Titre français inconnu (Rough Cut)
17. Titre français inconnu (Family Affair)
18. Titre français inconnu (Design for Murder)

### Quatrième saison (1959-1960)
1. Titre français inconnu (The Hoodlum)
2. Titre français inconnu (Act of Grace)
3. Titre français inconnu (The Bookie)
4. Titre français inconnu (The Client)
5. Titre français inconnu (The Runaway)
6. Titre français inconnu (No Laughing Matter)
7. Titre français inconnu (The Messenger)
8. Titre français inconnu (The Counselor)
9. Titre français inconnu (The Image)
10. Titre français inconnu (The Adjustor)
11. Titre français inconnu (Marked for Murder)
12. Titre français inconnu (The Caller)
13. Titre français inconnu (One Dead Cat)
14. Titre français inconnu (Dead to the World)
15. Titre français inconnu (Seven Swords)
16. Titre français inconnu (The Fine Art of Murder)
17. Titre français inconnu (The Popskull)
18. Titre français inconnu (And Whose Little Baby Are You?)
19. Titre français inconnu (Fallen Star)
20. Titre français inconnu (Coat of Arms)
21. Titre français inconnu (Double Trouble)
22. Titre français inconnu (The Lovely Fraud)
23. Titre français inconnu (Accent on Murder)
24. Titre français inconnu (East of Danger)
25. Titre français inconnu (Running Scared)
26. Titre français inconnu (The Mouse)